# حبس خانگی (فیلم)
حبس خانگی (انگلیسی: House Arrest) یک فیلم کمدی به کارگردانی هری وینر است که در سال ۱۹۹۶ منتشر شد.

## بازیگران
- جیمی لی کرتیس
- کوین پولاک
- جنیفر تیلی
- کریستوفر مک‌دونالد
- والاس شاون
- جنیفر لاو هیوت
- ری والستن
- کایل هاوارد
- کارولین آرون